# Hilara stethica
Hilara stethica är en tvåvingeart som beskrevs av Collin 1933. Hilara stethica ingår i släktet Hilara och familjen dansflugor. Inga underarter finns listade i Catalogue of Life.